# A24 (azienda)
A24 è una casa di produzione e distribuzione cinematografica e televisiva indipendente statunitense, fondata a New York nel 2012.

## Storia
L'azienda è stata fondata a New York il 20 agosto 2012 da Daniel Katz, a capo del reparto per il finanziamento dei film alla Guggenheim Partners, David Fenkel, presidente e cofondatore della Oscilloscope Laboratories, e John Hodges, presidente di produzione presso la Big Beach. Per il nome si sono ispirati all'autostrada A24  Roma-Teramo, su cui Katz stava viaggiando quando decise di fondare l'azienda. Un giorno tornando da Teramo, dove Katz per un periodo ha lavorato gli apparve di fronte la catena del Gran Sasso, che fu fonte d'ispirazione.
L'azienda si è fatta notare per la prima volta nel 2013 grazie alla promozione e distribuzione di Spring Breakers - Una vacanza da sballo di Harmony Korine, per poi aumentare la propria notorietà negli anni seguenti ottenendo i diritti di distribuzione statunitensi di film come Ex Machina e Room, e quelli internazionali di film come The Witch. Nel 2015, ha lanciato una propria divisione di produzione televisiva. Il primo film di produzione originale della compagnia, Moonlight di Barry Jenkins, ha vinto l'Oscar al miglior film ai premi Oscar 2017. Nel marzo del 2018, il cofondatore John Hodges ha abbandonato la compagnia.

## Stili e tematiche
L'azienda distribuisce e produce film horror artistici, psicologici e sconvolgenti, spesso definiti "horror elevato" (Elevated horror). La maggior parte di questi film condividono un approccio simile al genere horror, tra cui senso di ambiguità, atmosfere desolanti, rompimento delle formule cinematografiche tradizionali, esplosioni improvvise di violenza, dilemmi psicologici e drammi realistici affrontati dai personaggi; tra questi figurano Hereditary - Le radici del male (2018), It Comes at Night (2017), Il sacrificio del cervo sacro (2017), Men (2022), Under the Skin (2013) e The Witch (2015). Il termine Elevated horror si riferisce anche a film di genere con una sensibilità apparentemente più artistica rispetto alla maggior parte dei film, oltre a un'attenzione a tematiche delicate e drammatiche come il lutto e i traumi psicologici.

## Filmografia

### Produzione

#### Cinema
- Moonlight, regia di Barry Jenkins (2016)
- Toru, regia di Jonathan Minard e Scott Rashap - cortometraggio (2017)
- The Lovers - Ritrovare l'amore (The Lovers), regia di Azazel Jacobs (2017)
- It Comes at Night, regia di Trey Edward Shults (2017)
- Hereditary - Le radici del male (Hereditary), regia di Ari Aster (2018)
- Eighth Grade - Terza media (Eighth Grade), regia di Bo Burnham (2018)
- Mid90s, regia di Jonah Hill (2018)
- Native Son, regia di Rashid Johnson (2019)
- The Last Black Man in San Francisco, regia di Joe Talbot (2019)
- Midsommar - Il villaggio dei dannati (Midsommar), regia di Ari Aster (2019)
- Share, regia di Pippa Bianco (2019)
- The Lighthouse, regia di Robert Eggers (2019)
- Waves - Le onde della vita (Waves), regia di Trey Edward Shults (2019)
- Diamanti grezzi (Uncut Gems), regia di Josh e Benny Safdie (2019)
- C'mon C'mon, regia di Mike Mills (2021)
- Macbeth (The Tragedy of Macbeth), regia di Joel Coen (2021)
- Men, regia di Alex Garland (2022)
- The Whale, regia di Darren Aronofsky (2022)
- X: A Sexy Horror Story, regia di Ti West (2022)
- Bodies Bodies Bodies, regia di Halina Reijn (2022)
- Pearl, regia di Ti West (2022)
- Everything Everywhere All at Once, regia di Daniel Kwan e Daniel Scheinert (2022)
- Beau ha paura (Beau Is Afraid), regia di Ari Aster (2023)
- Past Lives, regia di Celine Song (2023)
- Dream Scenario - Hai mai sognato quest'uomo? (Dream Scenario), regia di Kristoffer Borgli (2023)
- La zona d'interesse (The Zone of Interest), regia di Jonathan Glazer (2023)
- The Warrior: The Iron Claw (The Iron Claw), regia di Sean Durkin (2023)
- Occupied City, regia di Steve McQueen (2023)
- Civil War, regia di Alex Garland (2024)
- Love Lies Bleeding, regia di Rose Glass (2024)
- MaXXXine, regia di Ti West (2024)
- Death of a Unicorn, regia di Alex Scharfman (2025)
- The Legend of Ochi, regia di Isaiah Saxon (2025)
- Warfare - Tempo di guerra (Warfare), regia di Ray Mendoza e Alex Garland (2025)
- Eddington, regia di Ari Aster (2025)
- Marty Supreme, regia di Josh Safdie (2025)

#### Televisione
- The Carmichael Show – serie TV, 23 episodi (2015-2017)
- Comrade Detective – serie TV, 6 episodi (2017)
- I'm Sorry – serie TV, 20 episodi (2017-in corso)
- At Home with Amy Sedaris – serie TV, 20 episodi (2017-in corso)
- Ramy – serie TV, 30 episodi (2019-in corso)
- Euphoria – serie TV (2019-in corso)
- Irma Vep - La vita imita l'arte (Irma Vep), regia di Olivier Assayas – miniserie TV, 8 puntate (2022)
- Mo – serie TV (2022-2025)
- The Idol – serie TV, 5 episodi (2023)
- Il simpatizzante (The Sympathizer), regia di Park Chan-wook, Fernando Meirelles e Marc Munden – miniserie TV, 7 puntate (2024)
- Lo scontro (Beef) – miniserie TV, 10 episodi (2023)
- The Curse – serie TV (2023)
- Hazbin Hotel – serie animata (2024-in corso)
- Il simpatizzante (The Sympathizer) – serie TV (2024-in corso)
- Sunny – serie TV (2024-in corso)
- #1 Happy Family USA – serie animata (2025-in corso)
- Overcompensating – serie TV (2025-in corso)
- Margo's Got Money Troubles – serie TV (2025-in corso)
- The Yogurt Shop Murders – serie TV (2025-in corso)

### Distribuzione
- Ginger & Rosa, regia di Sally Potter (2012)
- A Glimpse Inside the Mind of Charles Swan III, regia di Roman Coppola (2013)
- Spring Breakers - Una vacanza da sballo (Spring Breakers), regia di Harmony Korine (2013)
- Bling Ring (The Bling Ring), regia di Sofia Coppola (2013)
- Under the Skin, regia di Jonathan Glazer (2013)
- The Spectacular Now, regia di James Ponsoldt (2013)
- Locke, regia di Steven Knight (2013)
- Enemy, regia di Denis Villeneuve (2013)
- Il bambino che è in me - Obvious Child (Obvious Child), regia di Gillian Robespierre (2014)
- The Rover, regia di David Michôd (2014)
- Life After Beth - L'amore ad ogni costo (Life After Beth), regia di Jeff Baena (2014)
- Revenge of the Green Dragons, regia di Andrew Lau e Andrew Loo (2014)
- Tusk, regia di Kevin Smith (2014)
- Dimmi quando (Laggies), regia di Lynn Shelton (2014)
- Son of a Gun, regia di Julius Avery (2014)
- The Captive - Scomparsa (The Captive), regia di Atom Egoyan (2014)
- 1981: Indagine a New York (A Most Violent Year), regia di J. C. Chandor (2014)
- Cut Bank - Crimine chiama crimine (Cut Bank), regia di Matt Shakman (2014)
- Giovani si diventa (While We're Young), regia di Noah Baumbach (2014)
- Ex Machina, regia di Alex Garland (2014)
- The End of the Tour - Un viaggio con David Foster Wallace (The End of the Tour), regia di James Ponsoldt (2015)
- Slow West, regia di John Maclean (2015)
- Barely Lethal - 16 anni e spia (Barely Lethal), regia di Kyle Newman (2015)
- Dark Places - Nei luoghi oscuri (Dark Places), regia di Gilles Paquet-Brenner (2015)
- Amy, regia di Asif Kapadia (2015)
- Mississippi Grind, regia di Anna Boden e Ryan Fleck (2015)
- The Lobster, regia di Yorgos Lanthimos (2015)
- De Palma, regia di Noah Baumbach e Jake Paltrow (2015)
- Mojave, regia di William Monahan (2015)
- Remember, regia di Atom Egoyan (2015)
- Room, regia di Lenny Abrahamson (2015)
- The Witch, regia di Robert Eggers (2015)
- Le verità sospese (The Adderall Diaries), regia di Pamela Romanowsky (2015)
- Krisha, regia di Trey Edward Shults (2015)
- Green Room, regia di Jeremy Saulnier (2015)
- Equals, regia di Drake Doremus (2015)
- La foresta dei sogni (The Sea of Trees), regia di Gus Van Sant (2015)
- February - L'innocenza del male (The Blackcoat's Daughter), regia di Oz Perkins (2015)
- Swiss Army Man - Un amico multiuso (Swiss Army Man), regia di Daniel Kwan e Daniel Scheinert (2016)
- Morris l'americano (Morris from America), regia di Chad Hartigan (2016)
- American Honey, regia di Andrea Arnold (2016)
- The Monster, regia di Bryan Bertino (2016)
- Oasis: Supersonic, regia di Mat Whitecross (2016)
- Moonlight, regia di Barry Jenkins (2016)
- Codice criminale (Trespass Against Us), regia di Adam Smith (2016)
- Le donne della mia vita (20th Century Women), regia di Mike Mills (2016)
- Free Fire, regia di Ben Wheatley (2016)
- L'amore oltre la guerra (The Exception), regia di David Leveaux (2016)
- Toru, regia di Jonathan Minard e Scott Rashap - cortometraggio (2017)
- Never Go Back, regia di Durden Godfrey (2017)
- Storia di un fantasma (A Ghost Story), regia di David Lowery (2017)
- The Lovers, regia di Azazel Jacobs (2017)
- It Comes at Night, regia di Trey Edward Shults (2017)
- Menashe, regia di Joshua Z. Weinstein (2017)
- Good Time, regia di Josh e Benny Safdie (2017)
- Woodshock, regia di Kate e Laura Mulleavy (2017)
- Un sogno chiamato Florida (The Florida Project), regia di Sean Baker (2017)
- Il sacrificio del cervo sacro (The Killing of a Sacred Deer), regia di Yorgos Lanthimos (2017)
- Lady Bird, regia di Greta Gerwig (2017)
- The Disaster Artist, regia di James Franco (2017)
- The Ballad of Lefty Brown, regia di Jared Moshe (2017)
- The Vanishing of Sidney Hall, regia di Shawn Christensen (2017)
- The Last Movie Star, regia di Adam Rifkin (2017)
- Charley Thompson (Lean on Pete), regia di Andrew Haigh (2017)
- First Reformed - La creazione a rischio (First Reformed), regia di Paul Schrader (2017)
- La ragazza del punk innamorato (How to Talk to Girls at Parties), regia di John Cameron Mitchell (2017)
- Woman Walks Ahead, regia di Susanna White (2017)
- Hot Summer Nights, regia di Elijah Bynum (2017)
- Una preghiera prima dell'alba (A Prayer Before Dawn), regia di Jean-Stéphane Sauvaire (2017)
- The Children Act - Il verdetto (The Children Act), regia di Richard Eyre (2017)
- Outlaws - Uno per cento (1%), regia di Stephen McCallum (2017)
- Giochi di potere (Backstabbing for Beginners), regia di Per Fly (2018)
- Hereditary - Le radici del male (Hereditary), regia di Ari Aster (2018)
- Never Goin' Back, regia di Augustine Frizzell (2018)
- Eighth Grade - Terza media (Eighth Grade), regia di Bo Burnham (2018)
- Slice, regia di Austin Vesely (2018)
- In Fabric, regia di Peter Strickland (2018)
- Mid90s, regia di Jonah Hill (2018)
- Gloria Bell, regia di Sebastián Lelio (2018)
- High Life, regia di Claire Denis (2018)
- Under the Silver Lake, regia di David Robert Mitchell (2018)
- Skin, regia di Guy Nattiv (2018)
- The Farewell - Una bugia buona (The Farewell), regia di Lulu Wang (2019)
- Hole - L'abisso, regia di Lee Cronin (2019)
- The Last Black Man in San Francisco, regia di Joe Talbot (2019)
- The Death of Dick Long, regia di Daniel Scheinert (2019)
- The Souvenir, regia di Joanna Hogg (2019)
- The Kill Team, regia di Dan Krauss (2019)
- Low Tide, regia di Kevin McMullin (2019)
- The Lighthouse, regia di Robert Eggers (2019)
- Midsommar - Il villaggio dei dannati (Midsommar), regia di Ari Aster (2019)
- Diamanti grezzi (Uncut Gems), regia di Josh e Benny Safdie (2019)
- Waves, regia di Trey Edward Shults (2019)
- First Cow, regia di Kelly Reichardt (2019)
- Saint Maud, regia di Rose Glass (2019)
- Zola, regia di Janicza Bravo (2020)
- Minari, regia di Lee Isaac Chung (2020)
- On the Rocks, regia di Sofia Coppola (2020)
- After Yang, regia di Kogonada (2021)
- Red Rocket, regia di Sean Baker (2021)
- Sir Gawain e il Cavaliere Verde (The Green Knight), regia di David Lowery (2021)
- Men, regia di Alex Garland (2022)
- Showing Up, regia di Kelly Reichardt (2022)
- Talk to Me, regia di Danny e Michael Philippou (2023)
- Priscilla, regia di Sofia Coppola (2023)
- Parthenope, regia di Paolo Sorrentino (2024) (distribuzione cinematografica limitata negli Stati Uniti)
- Babygirl, regia di Halina Reijn (2024)
- We Live in Time - Tutto il tempo che abbiamo (We Live in Time), regia di John Crowley (2024)
- The Brutalist, regia di Brady Corbet (2024)